# زندانی امیر
زندانی امیر نام فیلمی است که به کارگردانی اسماعیل کوشان و محصول سال ۱۳۲۷ می‌باشد. تنها نسخهٔ این فیلم در آتش‌سوزی «پارس فیلم» از بین رفت.
فیلمبرداری این فیلم در هفته اول مرداد شروع و پس از ۳۵ روز به پایان رسید، تمامی صحنه‌های داخلی فیلم شب‌ها در سالن انتظار سینما رکس (تهران) که سبک معماری قدیمی داشت بعد از آخرین سانس نمایش تا صبح فیلمبرداری شده است. مراحل ظهور و چاپ فیلم نیز توسط خان‌باباخان معتضدی و یدالله خان طالقانی انجام شده است. همچنین برای فیلمبرداری صحنه‌های خارجی از فضای باغ بزرگ منزل معتضدی استفاده شده است.

## خلاصه داستان
در نواحی کردنشین دو طایفه با یکدیگر در جنگ‌اند که با پیروزی یکی بر دیگری خاتمه می‌یابد. امیر طایفه شکست خورده با قومش به کوه‌های اطراف می‌روند تا به طایفه پیروز حمله کنند اما با پیش‌دستی طایفه دشمن ماجراها به گونه‌ای دیگر رقم می‌خورد. این در حالی‌ست که جوانی به نام برزو عاشق دختر یکی از امیران است.